# Словотвірне гніздо
Словотвірне гніздо — це сукупність всіх однокореневих слів, пов'язаних відношеннями похідності, зі спільним інваріантом значення, властивим основі-вершині гнізда як мотивуючій основі стосовно інших членів гнізда. Вихідним словом, або «вершиною», в гнізді є непохідне слово, від нього шикуються словотворчі ланцюжки слів, в яких кожне слово є похідним від іншого спільнокореневого слова, більш простого за формою і значенням (наприклад, вчити -> вчитель -> вчителька).
Слова, об'єднані у словотвірне гніздо, мають змістову і матеріальну спільність. Це одна зі суттєвих ознак цієї комплексної одиниці.
В українській мові існує близько 17000 словотвірних гнізд.

## Будова
Словотвірне гніздо складається з: 
- словотвірної пари - твірного слова та його похідного слово, які пов’язані між собою формально й семантично;[2]
- словотвірного ланцюжка - власне послідовності спільнокореневих слів у порядку їх похідності;
- словотвірної парадигми - сукупність усіх безпосередньо похідних слів певного твірного слова.[2]

Структура гнізда залежить від семантики, будови і частиномовної належності початкового слова. Від інших комплексних одиниць гніздо відрізняється деревоподібною структурою, завдяки чому в ньому виділяються блоки, які складаються зі словотвірних парадигм та ланцюжків.
Аналізуючи формальну структуру гнізда, можна встановити певні закономірності його будови. Слово, яке знаходиться на початку гнізда - це його вершина. Найчастіше у вершині гнізда виступає непохідне і неподільне слово, наприклад, «лід», «папір», «дерево» тощо. Однак цю позицію може займати непохідне, але подільне слово, тобто слово зі зв'язаною основою: нагородити, вулиця, агітація тощо.
Кількість словотвірних пар у гнізді дорівнює кількості похідних слів. Кількість словотвірних ланцюжків у гнізді встановлюється за кількістю кінцевих похідних гнізда, на яких закінчується процес словотворення. Кількість словотвірних парадигм встановлюється за кількістю груп похідних одного ступеня словотворення.

## Відносини між елементами
У вузлах пересічення ланцюжків та парадигм перехрещуються синтагматичні та парадигматичні зв'язки слів. Можна сказати, що гніздо як комплексна одиниця словотвірної системи є мікросистемою, упорядкованість елементів якої зумовлена відношеннями структурно-семантичної мотивованості, тобто всі його одиниці мають спільну мотиваторну частину.
Визначення гнізда через словотвірні ланцюжки та парадигми свідчить ще й про те, що словотвірне гніздо — яскравий доказ того, що саме у гнізді в кінцевому результаті відбувається перетин та взаємодія синтагматичних та парадигматичних відносин, на яких ґрунтується системність будь-якого рівня мови. Парадигматичний вимір словотвірного гнізда визначається словотвірними парадигмами, синтагматичний вимір — словотвірними ланцюжками.
У науковій літературі можна зустріти й інше тлумачення відносин між елементами словотвірного гнізда. М. Закар'ян вважає, що у ньому діють три типи відносин: парадигматичні (розрізнення між будь-якою парою слів в гнізді), синтагматичні (проявляються як відношення між морфемами одного слова) та дериваційні (відношення похідності). Така розбіжність у тлумаченні тих чи інших типів відносин, що мають місце в словотвірному гнізді, свідчить про невизначеність термінологічно-понятійної бази в словотворі. Ще одним підтвердженням цього служить і той факт, що в деяких наукових працях поряд із терміном «словотвірне гніздо» вживається термін «дериваційне гніздо», який тлумачиться по-різному. В одних випадках цей термін вживається як синонімічний до терміна «словотвірне гніздо», в інших під ним розуміють гніздо, в яке входять не лише ціліснооформлені одиниці, а й «усталені словосполучення».